# IAI Kfir
El Israel Aircraft Industries Kfir (en hebreo: כפיר, «cachorro de león»), conocido sencillamente como Kfir, es un avión de combate multipropósito supersónico de la familia Mirage, de 3.5 generación de fabricación israelí, diseñado por la empresa Israel Aircraft Industries para las Fuerzas de Defensa Israelíes. En la nomenclatura de la Armada de los Estados Unidos, este avión recibe la designación F-21A Lion. El IAI Kfir está basado en la estructura del avión de combate IAI Nesher, siendo este, a su vez, desarrollo del Dassault Mirage 5, gracias a la labor de espionaje industrial realizada por el Mossad.
El logro del Mossad fue la obtención de los planos originales del cazabombardero de fabricación francesa Mirage 5, tras el embargo decretado por el gobierno del General Charles de Gaulle de exportar el Mirage 5J, que había comprado Israel. El Kfir, sin embargo, no fue una simple copia, sino que el proyecto conllevó un desarrollo y unas mejoras sobre el Mirage original. Entre ellas cabe destacar la novedosa aviónica de fabricación israelí y la propulsión por una versión del motor General Electric J79, en lugar del motor SNECMA Atar 09C del Mirage.
Además de servir en la Fuerza Aérea Israelí, el IAI Kfir fue posteriormente utilizado por otros países, entre los que cabe citar Colombia, Ecuador, Estados Unidos (por la Armada y el Cuerpo de Marines de los Estados Unidos) y Sri Lanka. Aunque los Kfir fueron dados de baja tanto en Israel como en Estados Unidos, todavía siguen prestando servicio en Colombia, Ecuador y Sri Lanka.
En total, fueron fabricados un total de 212 IAI Kfir en todas sus versiones. Para reemplazar a este modelo, Israel desarrolló el IAI Lavi, proyecto que finalmente sería abandonado por presiones ejercidas en favor del F-16 de los Estados Unidos para su adopción por parte de la Fuerza Aérea Israelí.

## Diseño y desarrollo

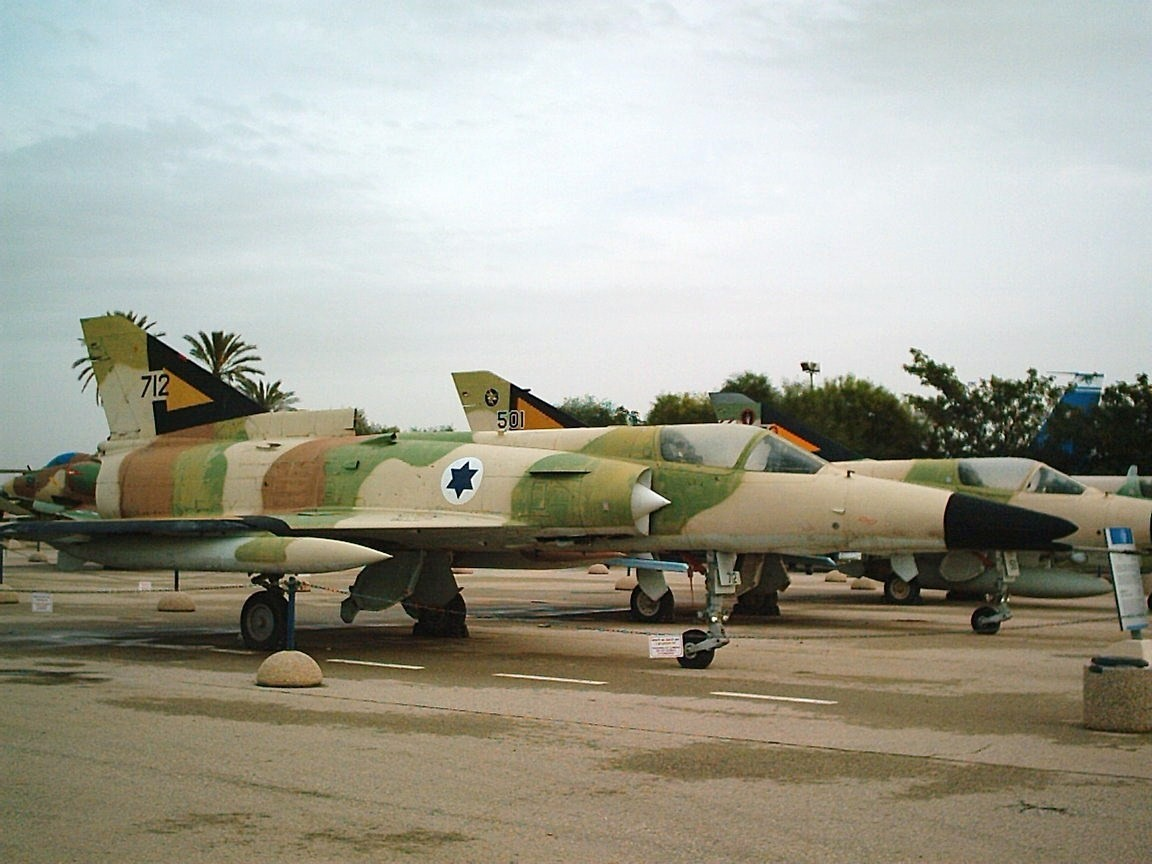
Avión prototipo del Kfir (712), en el Museo de la Fuerza Aérea Israelí, situado en Hatzerim. Nótese que al tratarse de una modificación de un IAI Nesher, comparte elementos estructurales del Nesher (p. ej.: el morro) y del Kfir (p. ej.: la sección trasera).

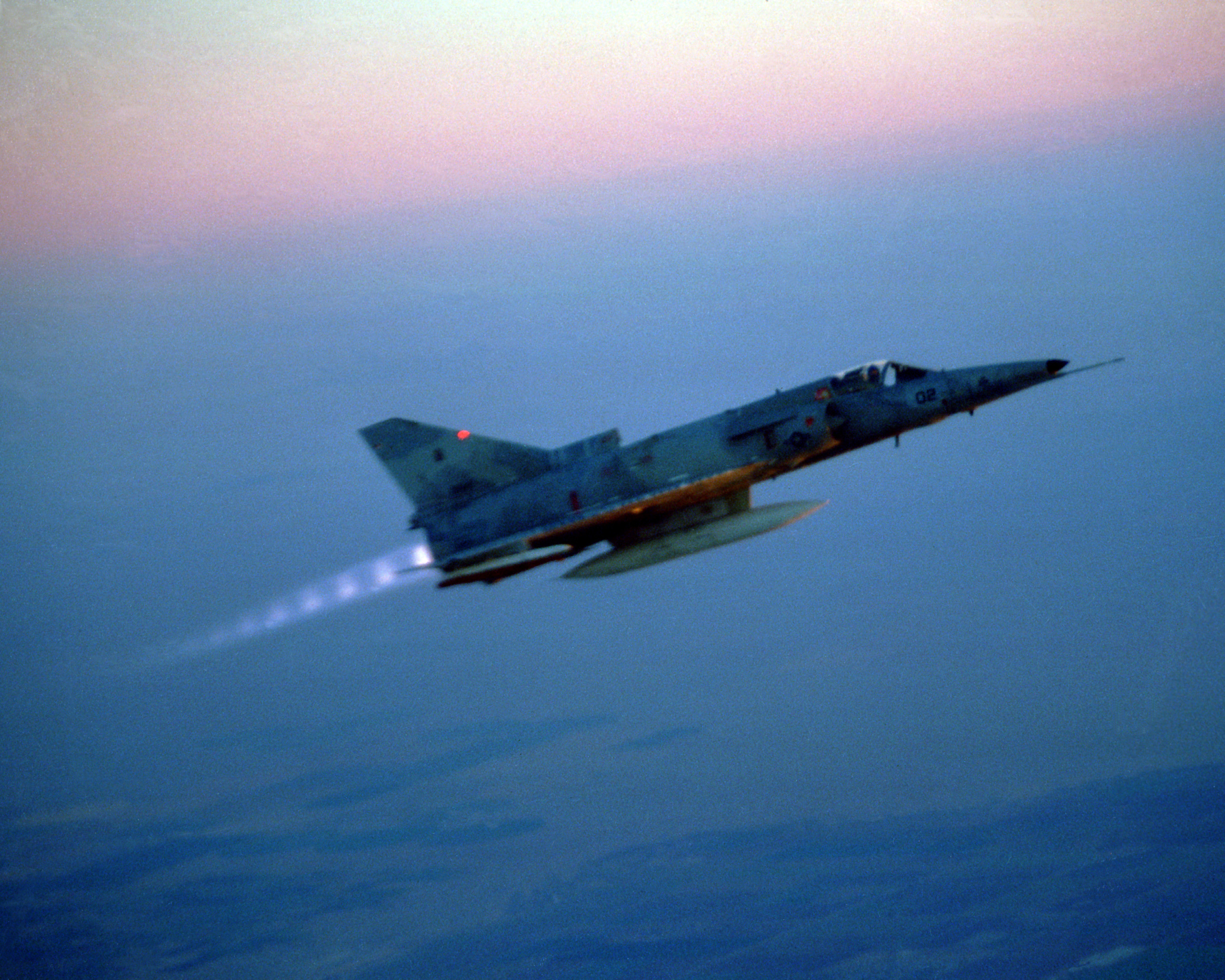
IAI Kfir de la Armada estadounidense con el motor General Electric J79 en postcombustión. Nótese que el IAI Kfir tiene una toma en la base de la deriva vertical con el objetivo de conseguir la suficiente refrigeración al postquemador.

### Desarrollo previo
El IAI Kfir fue creado por la Israel Aircraft Industries (actualmente Israel Aerospace Industries) a requerimiento de la Fuerza Aérea Israelí, para sustituir progresivamente a los Dassault Mirage IIICJ, conocidos en Israel por el sobrenombre de Shahak.
El avión de combate de ala en delta Mirage IIICJ fue el primer avión supersónico comprado por Israel. Constituyó la espina dorsal de la Fuerza Aérea Israelí durante los años sesenta, hasta la llegada de los aviones de ataque subsónicos A-4 Skyhawk y, principalmente, de los supersónicos más grandes y pesados F-4 Phantom II de largo alcance, a finales de dicha década. Los Mirage IIICJ hacían notar una efectividad aplastante en el papel de la superioridad aérea, como quedó demostrado durante la guerra de Yom Kipur, donde los pilotos israelíes lograron numerosas victorias. Sin embargo, su relativamente corto radio de acción suponía un revés para este aparato, convirtiéndolo en una aeronave casi inútil para los roles de ataque a tierra.
A mediados de los años 60, a petición de Israel, Dassault Aviation empezó a desarrollar el Mirage 5J. El Mirage 5J era una versión del Mirage 5, avión de combate multipropósito basado en el Mirage III. Siguiendo las sugerencias de los mandos israelíes, diversa aviónica situada en la cabina y en la aeronave fue eliminada, reemplazando entre otros elementos el radar Cyrano que montaba originalmente el Mirage III. De ese modo, se permitía a la aeronave incrementar su radio de acción gracias a su mayor capacidad de combustible y a la vez se producía una reducción de los costes de mantenimiento. También, debido al reemplazo del radar, la visión desde la cabina mejoró sustancialmente gracias al mayor ángulo de visión que se disponía.
Cuando, en 1968, Dassault Aviation finalizó la construcción de los 50 Mirage 5J para Israel, un embargo de armas impuesto por el gobierno de la República Francesa (que en aquel momento era presidida por el General Charles de Gaulle), el 3 de enero de 1969, mostrando su disconformidad por los ataques durante la guerra de los Seis Días, prohibió a Dassault la entrega de dichos aparatos. Los israelíes respondieron fabricando una copia sin licencia del Mirage 5, el IAI Nesher, gracias a las especificaciones técnicas de la aeronave y del motor que obtuvieron los servicios de inteligencia israelíes.
Este desarrollo se produjo principalmente gracias al laborioso trabajo encubierto por parte del servicio de inteligencia israelí, el Mossad, que obtuvo los planos del Mirage 5 y del motor Atar 09C a través de Alfred Frauenknetch, ingeniero de la empresa suiza Sulzer AG, que poseía la licencia de fabricación de los Mirage para Suiza. Dicha documentación fue utilizada directamente en el proceso de diseño del Nesher y posteriormente del Kfir. Por este hecho, Frauenknetch fue condenado en abril de 1971 a cuatro años de prisión, por espionaje industrial y atentado a la seguridad del Estado.
El IAI Nesher voló por primera vez en septiembre de 1969. Con la experiencia adquirida en el combate, durante la Guerra de Desgaste y la guerra de Yom Kipur, se decidió mejorar los IAI Nesher, proyecto que finalmente derivaría en el IAI Kfir.
Una de las primeras necesidades de dicha mejora era la instalación de una planta motriz más potente. Los motores Atar 09C que montaban los IAI Nesher no eran lo suficientemente potentes para la nueva versión, por lo que los ingenieros de IAI empezaron a trabajar para mejorar el avión, decidiendo en primer término cuál sería el motor que reemplazaría al Atar.
Dos plantas motrices fueron inicialmente seleccionadas para las pruebas del nuevo prototipo: el turborreactor General Electric J79 y el turbofán Rolls-Royce Spey. Finalmente, el J79 fue el motor seleccionado, debido a que era el mismo que utilizaban los potentes cazas bimotor McDonnell Douglas F-4 Phantom II, que los israelíes empezaron a recibir de los Estados Unidos en 1969, además de disponer de la propia licencia de construcción de los J79. El J79 era claramente superior al Atar 09C, otorgando al aparato un empuje de 53 kN, elevándose hasta los 83,4 kN con el motor en postcombustión.
Para alojar la nueva planta motriz en el fuselaje del IAI Nesher, y para proporcionar la refrigeración necesaria que requería el más potente motor J79, la parte trasera de la aeronave fue ligeramente acortada y ensanchada, sus tomas de aire fueron ampliadas y se instaló además una alargada toma de aire en la base del timón de cola, para proporcionar la refrigeración extra necesaria para la postcombustión. El motor en sí mismo estaba encajado en un escudo térmico fabricado en titanio.
El primer avión en probar el General Electric J79 sobre la célula del fuselaje, fue un Dassault Mirage IIIBJ biplaza apodado Technolog (con el número de matrícula 988), en abril de 1969. La función de este prototipo era comprobar las mejoras en la relación peso-potencia, maniobrabilidad y aceleración de la nueva planta motriz. Sin embargo, el nuevo prototipo tenía problemas con la nueva planta, con lo cual, gracias a la colaboración de General Electric, se logró desarrollar una variante de menor tamaño del motor J79, el J79-J1E. Este Mirage IIIBJ seguiría siendo utilizado para probar numerosas reformas de la estructura del avión, pasando a denominarse más tarde Kfir TC.
El Technolog Mirage III fue seguido de un caza de pruebas IAI Nesher remotorizado, que realizó su primer vuelo en septiembre de 1971. Como resultado del estudio y las pruebas realizadas en el Technolog y en el IAI Nesher con la planta motriz J79, IAI sugirió a la Fuerza Aérea Israelí la construcción de un caza totalmente nuevo más avanzado.
Inicialmente, este primer prototipo se denominaba Ra'Am como nombre de proyecto (traducido del hebreo: «trueno») que llegarían pocos años más tarde.
El prototipo Ra'Am tenía un cabina de vuelo totalmente revisada, un tren de aterrizaje reforzado y una importante cantidad de aviónica israelí. También los tanques internos se ampliaron, pudiendo albergar 713 galones extra de combustible. Realmente, el prototipo de este primer Kfir era un caza IAI Nesher modificado (número de matrícula 712). El prototipo realizaría su primer vuelo en junio de 1973.

### Kfir C.1

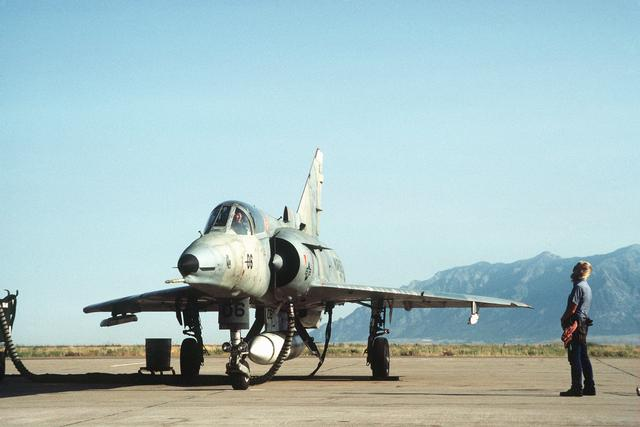
Kfir C.1 perteneciente al USMC.

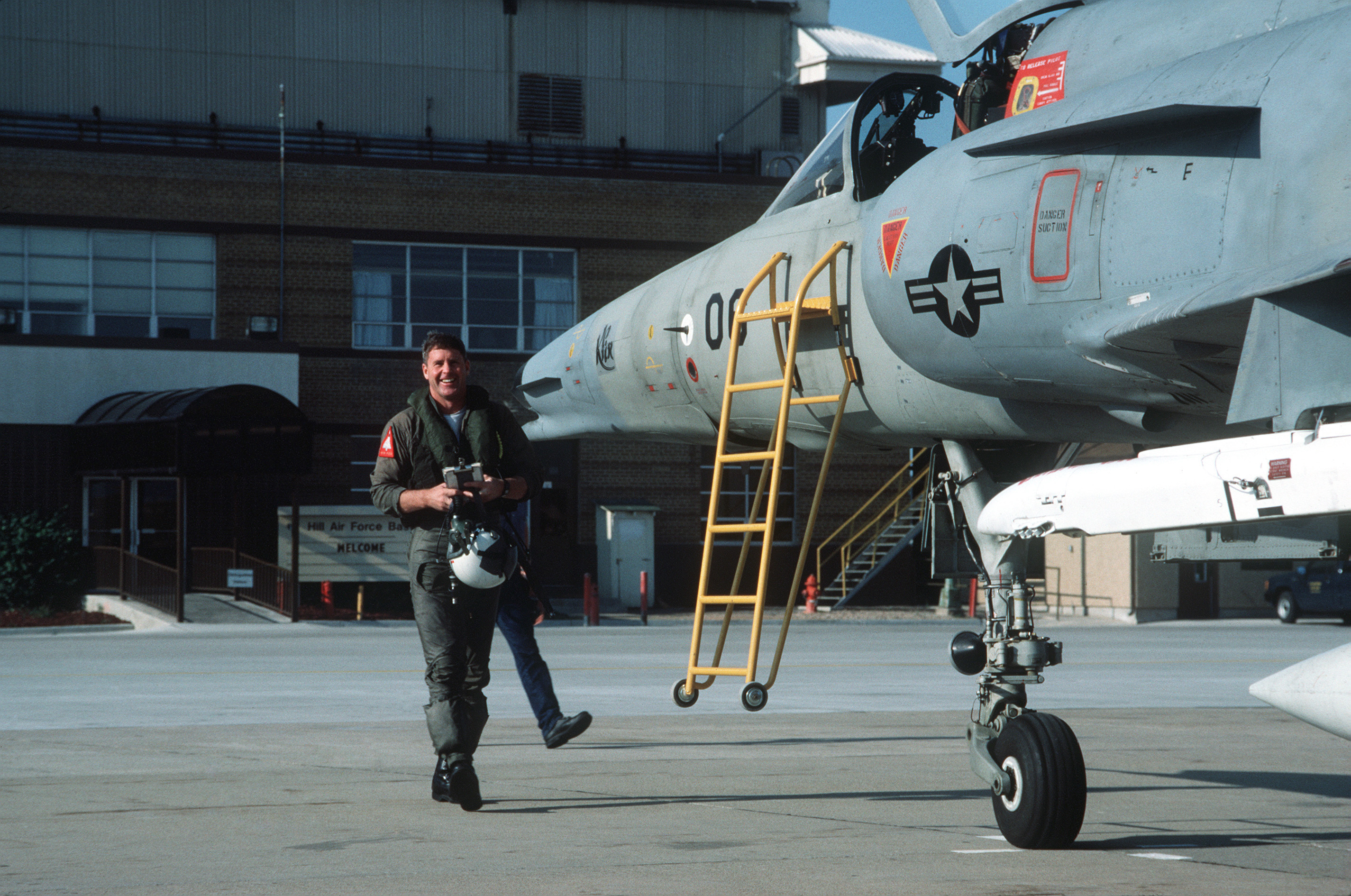
Detalle de la sección delantera del Kfir C.1 (nótese el canard de pequeño tamaño instalado en el lateral de la toma de aire).

Las entregas de la serie de producción del avión derivado del IAI Nesher, llamado Kfir C.1, empezaron en el año 1974. Los primeros aviones que se entregaron a la Heyl Ha'Avir (Fuerza Aérea Israelí) fueron asignados al Escuadrón de Caza N.º 1, aunque no se revelaría por primera vez al público hasta un año después, durante una ceremonia especial celebrada en la fábrica de IAI situada en el Aeropuerto Internacional Ben Gurión el 14 de abril de 1975.
Exteriormente, el primer diseño del Kfir C.1 se semejaba al modelo del anterior caza Nesher, a excepción de las modificaciones estructurales para poder alojar el nuevo motor de turbina J79. Debido a la experiencia realizada en las pruebas de vuelo del primer prototipo Ra'Am, se decidió dotarlos de unas pequeñas aletas a ambos lados de las tomas de aire. Por tanto, otra de las diferencias de los Kfir C.1, comparándolos con los Nesher, eran sus pequeños canards desmontables a los lados, además de otras mejoras menores. Sólo se fabricaron en serie 27 Kfir C.1 debido a que IAI estaba inmerso en el desarrollo de una versión mejorada y avanzada del Kfir, el nuevo y más completo Kfir C.2. Todos los Kfir C.1 se equiparon con canard más pequeños que los del nuevo y mejorado Kfir C.2, que entró en producción en serie para equipar a la Fuerza Aérea y ofrecer a otros países.

### Kfir C.2 y TC.2

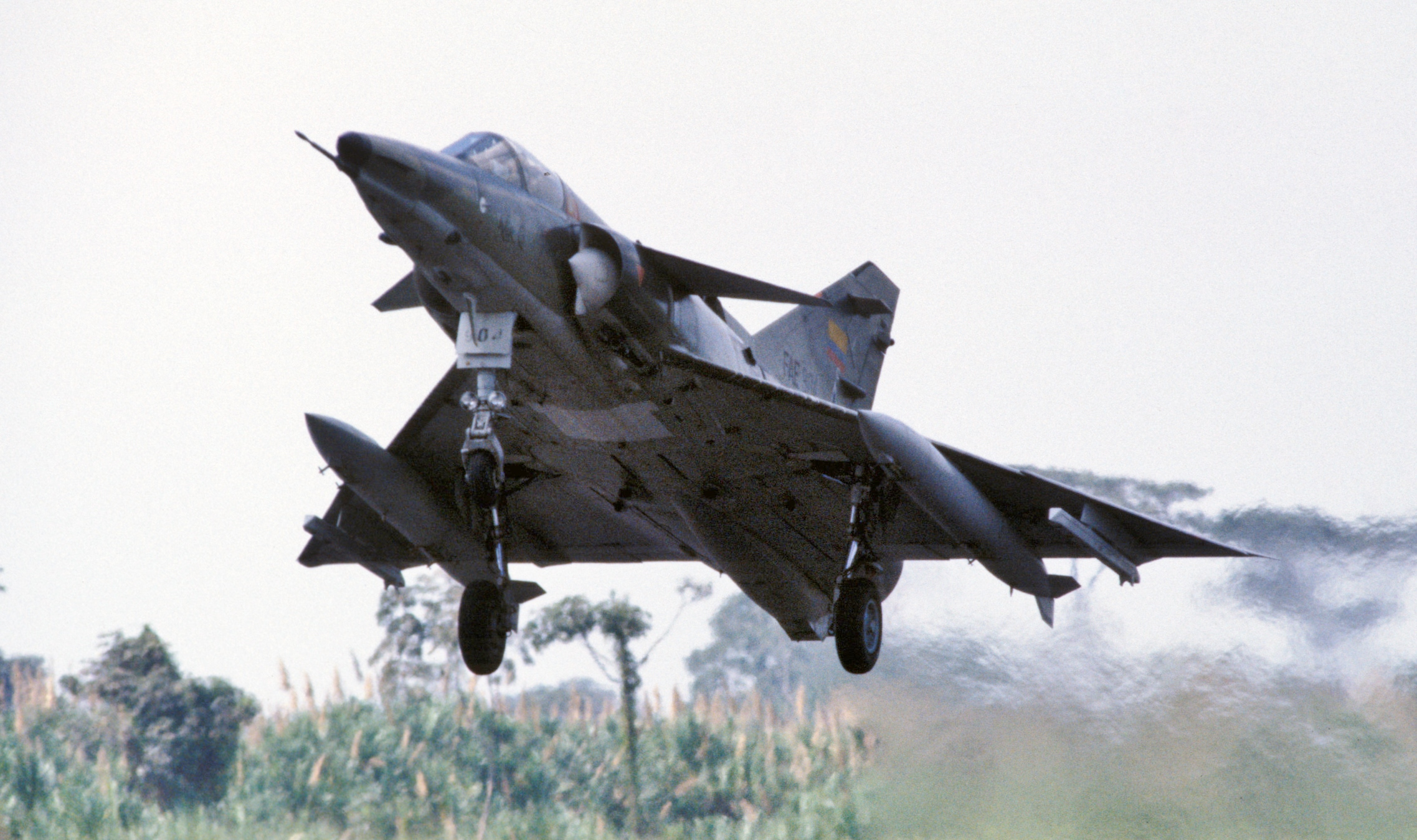
Kfir C.2 monoplaza de la Fuerza Aérea Ecuatoriana (nótense los planos canard a ambos lados de las tomas de aire del motor, que diferencian la versión C.2 de la C.1).

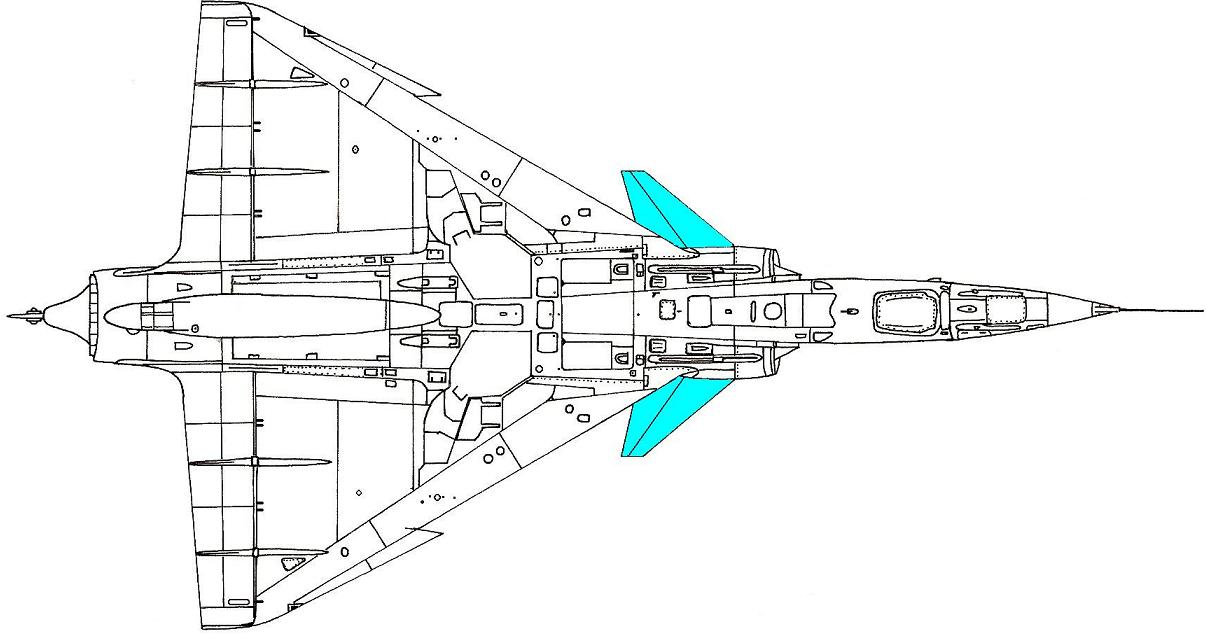
Vista de diseño del Kfir C.2. En azul, los planos canard que hacen característica a esta aeronave.

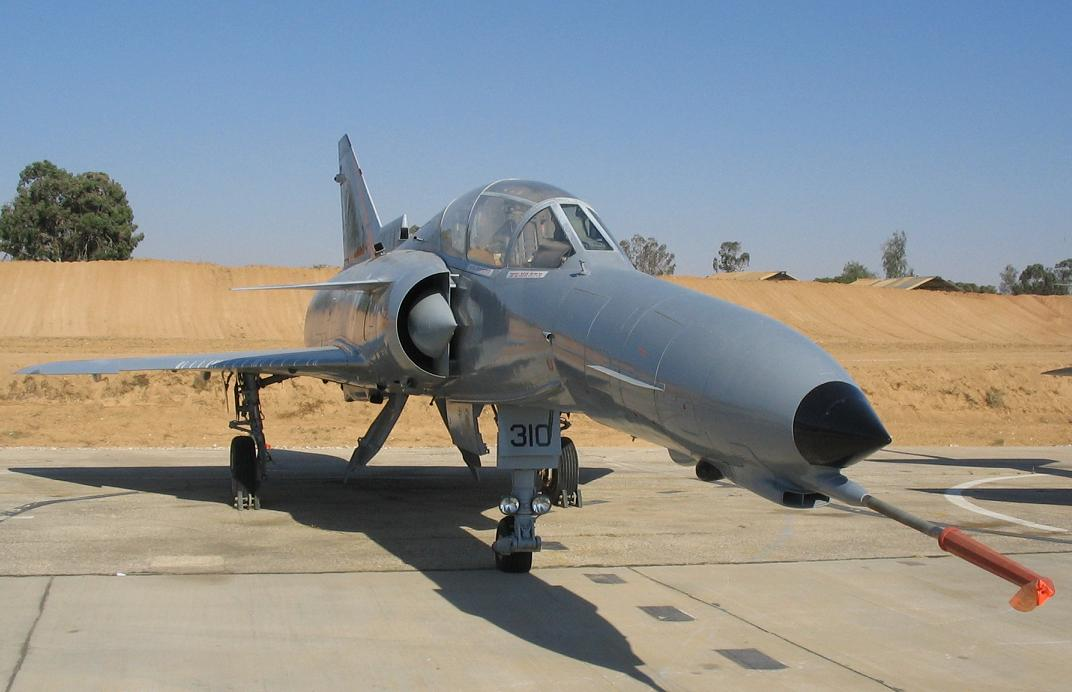
Kfir TC.2 biplaza (en detalle, el morro alargado y la cabina más amplia, que diferencia al TC.2 del C.2).

Una versión mejorada del Kfir C.1, el Kfir C.2 entró en servicio el 20 de julio de 1976. Los Kfir C.2 fueron la primera versión totalmente estandarizada de la aeronave. Beneficiándose de la experiencia operacional obtenida con la primera variante, el C.2 poseía unas aletas de tipo canard en forma de delta instaladas en los laterales de las tomas de aire.
Se sabía que la instalación de las aletas canard mejoraba la sustentación del ala en delta, como se había experimentado en el Saab Viggen. Las aletas canard del Kfir C.2 lograban producir dos efectos que mejoraban la capacidad de la aeronave: en primer lugar, creaban un sistema de vórtices que influían favorablemente en el ala, produciendo mayor sustentación. En segundo lugar, los canard ejercían un ligero efecto de desestabilización, ya que desplazaban hacia adelante el centro de presiones aerodinámicas. De este modo se reducían las cargas sobre los alerones durante las maniobras y el avión respondía mejor en el cabeceo.
Se añadieron también pequeñas aletas en el morro para mantener la estabilidad horizontal a elevados ángulos de ataque y en el plano longitudinal mediante la instalación de dientes de perro en los bordes de ataque, sustituyendo las ranuras originales del Mirage III.
Éstas, junto a otras mejoras aerodinámicas, dieron al Kfir una mejor maniobrabilidad, con un coeficiente de sustentación un 20 % superior en condiciones normales, una mejora del manejo a baja velocidad y redujeron las carreras de aterrizaje y despegue. Todos los Kfir C.2 estaban también equipados con un asiento eyectable Martin Baker Mk.10 y siete pilones de armas.
El morro del Kfir C.2 fue también rediseñado para permitir la instalación de una variedad de moderna aviónica israelí, incluyendo el radar de detección doppler Elta EL/M 2001 o 2001B, el sistema de armas Rafael MAHAT o IAI WDNS-141, dos sistemas digitales de control de vuelo por ordenador, sistemas de navegación inercial multimodo y un Head-up display (HUD).
A principios del año 1981, IAI presentó la variante de entrenamiento biplaza Kfir TC.2, la cual conservaba todas las capacidades operacionales del C.2, a la vez que servía como unidad para la conversión a los Kfir y como aeronave de guerra electrónica. El TC.2 es fácilmente reconocible por su morro alargado en 84 cm, donde se alberga toda la aviónica que se alojaba en el sitio del segundo asiento, y con una ligera caída para mejorar la visibilidad desde la cabina.
En 1983, cuando la producción del Kfir fue mejorada a una nueva versión, un total de 185 Kfir C.2 y TC.2 habían sido construidos.

### Kfir C.7 y TC.7

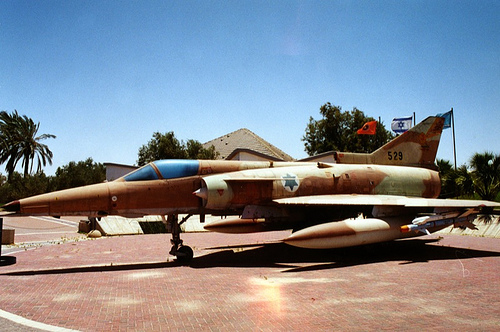
Kfir C.7 monoplaza de la Fuerza Aérea Israelí.

En 1983, IAI empezó a modernizar los Kfir C.2 y TC.2 a una nueva variante, el Kfir C.7 y TC.7, que portaba una versión modificada de la planta motriz General Electric J79-GE-17E, ofreciendo un empuje adicional de 4,45 kN (1000 lb st) en postcombustión, y en consecuencia, una mejoría en la relación peso-potencia. El Kfir C.7 presentaba una cabina modernizada HOTAS, dos pilones de armas adicionales bajo las tomas de aire (para hacer un total de nueve), capacidad para el reabastecimiento en vuelo y nueva aviónica, casi completamente israelí.
Entre dicha aviónica encontramos el radar doppler Elta EL/M-2021B, con capacidad de exploración hacia arriba y hacia abajo, modo de barrido marítimo y de seguimiento y evitación del terreno. También se montó el sistema de navegación Elbit S-8600 (construido bajo licencia de Singer-Kearfott), que sería sustituido posteriormente por el sistema de navegación y lanzamiento de armas IAI/Elbit WDNS-141 (se instalaría el modelo 341 en los de modernización más tardía), compatible con la cabina HOTAS. También se incluyó en la cabina una pantalla multifunción y un láser para el uso de armas guiadas. El equipo de guerra electrónica está formado por un contenedor de interferencias Elta EL/L-8202. El asiento eyectable era un Martin-Baker IL10P con capacidad cero-cero.
Con un peso máximo al despegue incrementado en 1540 kg (3395 lb), así como un mayor radio de combate, el Kfir C.7 fue un caza con una capacidad de ataque al suelo superior que la de su predecesor. El énfasis dado en la mejora de la capacidad de ataque del Kfir señaló el nuevo rol asignado a la aeronave durante las operaciones realizadas por la Fuerza Aérea Israelí durante los conflictos de la década de los 80, mientras que los F-15 y los F-16 se encargaban de las misiones de superioridad aérea y las misiones de intercepción.
Tras el Kfir C.7, IAI propuso a la Fuerza Aérea Israelí modernizaciones para su flota de Kfir, designadas como Kfir C.8 y C.9. Sin embargo, las propuestas no despertaron demasiado interés, y no fueron llevadas a cabo.

### Nammer

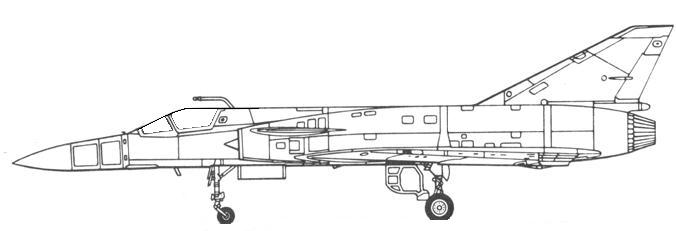
Dibujo del IAI Nammer. Nótese la diferencia estructural propuesta para albergar las nuevas planta motriz y aviónica.

En 1991, Israel Aircraft Industries introdujo en el mercado una nueva versión modernizada, a caballo entre el Kfir C.2 y el Kfir C.7, conocida como IAI Nammer (traducido del hebreo:«Tigre») para el mercado de exportación. Entre los clientes potenciales estaban países con dificultades para acceder a un caza moderno. IAI ofrecía el Nammer en dos propuestas diferentes.
La primera propuesta disponía de moderna aviónica, incluyendo pantallas multifunción y una cabina con tecnología HOTAS. También su fuselaje era ligeramente más estrecho que la versión C.2, debido a que en esta versión se podía seleccionar entre varias plantas motrices: el SNECMA Atar 9K-50, el GE-Volvo F404/RM12, el Pratt and Whitney PW1120 y el SNECMA M53. De este modo, se lograba que el motor General Electric J79 no fuese un impedimento para las exportaciones de esta versión del avión de combate. El Nammer también ofrecía mejoras que estaban presentes en la versión C.7, como nueve pilones de armas en vez de los siete de la versión C.2, o una sonda de reabastecimiento en vuelo.
Asimismo, IAI también ofrecía una segunda versión del Nammer, aprovechando el radar Elta EL/M-2032 y otra aviónica utilizada en el proyecto IAI Lavi. Esta segunda versión derivaría años más tarde en la creación del Kfir C.10.
A pesar de dichas mejoras, IAI no logró exportar el Nammer a ningún país.

### Kfir C.10

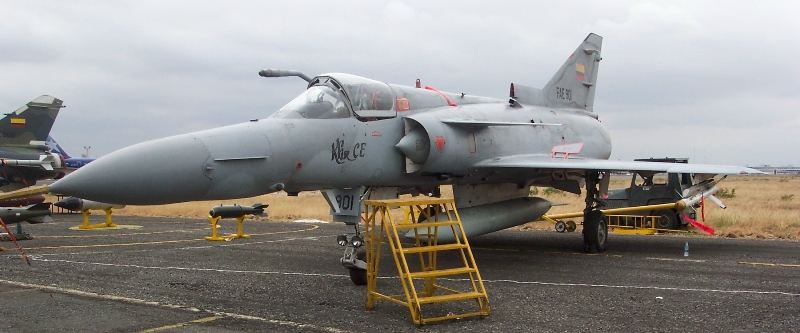
Kfir C.10 de la Fuerza Aérea de Ecuador. Nótese la sonda de reabastecimiento y el morro más alargado de esta versión.

Desarrollado por IAI para el mercado de exportación, el Kfir C.10, también conocido por el nombre de Kfir 2000, es la última versión de la familia Kfir, que aprovecha toda la tecnología empleada en el desarrollo del prototipo de un avión caza avanzado IAI Lavi, que finalmente no se construyó.
La versión del más moderno Kfir C.10 es un nuevo rediseño sobre la base del anterior Kfir C.7. La sección delantera del C.10, desde las tomas de aire y la cabina, se ha renovado, ofreciendo mejor visibilidad al piloto; así, tiene forma de cúpula y el parabrisas delantero ya no tiene los dos postes verticales, tiene una sonda de reabastecimiento de combustible en vuelo instalada de fábrica, y un morro alargado, donde se aloja la nueva aviónica de esta versión.
La nueva cabina modernizada con comandos de vuelo HOTAS incluye una mira sobre el panel de control HUD mejorado, dos nuevas pantallas planas multifunción a color de 4,4 pulgadas (127x177 mm), mostrándose la información del nuevo radar en la pantalla izquierda, mientras que la derecha normalmente presenta parámetros de vuelo.
También cuenta con un panel frontal de control y apoyo, para el sistema de información en el casco del piloto. El radar multimodo Elta EL/M-2032, desarrollado a partir del Elta EL/M-2035, aumentó la capacidad para misiones de combate "aire-aire" o misiones de ataque "aire-tierra", y otorga al nuevo Kfir C.10 la capacidad de utilizar el misil de radar activo RAFAEL Derby, así como las últimas versiones del misil infrarrojos RAFAEL Python.
A fecha de 2009, los únicos países que utilizaban el Kfir C.10 son Ecuador (Kfir CE: 8 unidades, en reserva) y Colombia (Kfir COA).

### Kfir C 60 NG
El Kfir C 60 NG es una variante modernizada del avión, propuesta para las fuerzas aéreas de Argentina, Bulgaria y Colombia como opción a sus planes de reequipamiento. La diferencia respecto a la versión C.10/TC.12 es su aviónica de punta que incluye un radar AESA IAI Elta EL/2052, un sistema de enlace de datos Elta datalink 16 y sistemas de guerra electrónica.
Cabe destacar que el F-16 ya ha sido elegido y pagado por la aviación militar búlgara, ante la negativa de sus pilotos de seguir volando los MiG-29 que carecen del adecuado mantenimiento y que al Gobierno colombiano se le ha ofrecido por parte de dos firmas internacionales propuestas que superan en desempeño, condiciones y equipamiento al citado aparato.

### Desarrollos basados en el IAI Kfir

#### IAI Arie
El IAI Arie (traducido del hebreo:«León»), también conocido como Super Kfir, era un proyecto desarrollado en la segunda mitad de la década de los años 70, basado en el conocimiento tecnológico adquirido del Kfir. Estaba proyectado que fuera un avión de combate monoplaza, capaz de alcanzar una velocidad de mach 2,4.
De hecho, el primer propósito era desarrollar un avión, que se llamaría IAI Super Kfir, reemplazando los motores J79 del caza bimotor F-4 por los más modernos F100 utilizados en las primeras versiones de los aviones de combate F-15 y F-16. Sin embargo, debido a los especiales requisitos de las Fuerzas de Defensa Israelíes, el diseño del proyecto cambiaría sustancialmente, dando lugar al estudio del IAI Arie.
Se evaluaron alrededor de trece configuraciones diferentes. Para ello, IAI probó diferentes plantas motrices, incluido el Rolls-Royce RB-199 europeo que montaban los nuevos aviones Panavia Tornado. Pronto las opciones fueron reducidas a dos: el motor F100 en configuración de uno o dos motores. Posteriormente el Arie, bajo el código de proyecto Light Weight Fighter-4 (LWF-4), pasaría a montar los nuevos motores General-Electric F-404, como los que se utilizan en el nuevo caza bimotor F/A-18 Hornet.
A pesar de los diferentes diseños, que le daban una imagen diferente, el IAI Arie se basaba en el IAI Kfir. Aunque el proyecto finalmente no pasó de la fase de estudio, la experiencia adquirida con este proyecto se utilizaría posteriormente en el desarrollo del nuevo proyecto de avión de caza de moderna generación IAI Lavi.

### Otros usos
El IAI Kfir también saltó a las pantallas de los cines. Se puede ver en la película Águila de Acero, para cuyo rodaje se alquilaron aviones a la Fuerza Aérea Israelí. Los IAI Kfir desempeñaban el papel de los aviones enemigos Mikoyan-Gurevich MiG-23 y en otras películas, mostrado como un avión de entrenamiento enemigo, en donde se pueden ver sus alerones delanteros.
El Kfir sirvió de modelo para aplicar mejoras a otros aviones de combate, en varios países, con la ayuda de técnicos de Israel, como en Sudáfrica con el Atlas Cheetah y mejoras a otros Mirage de Venezuela. También inspiró a la Fuerza Aérea de Chile en el programa de repotenciación de sus Mirage 5 al estándar Pantera.

## Historia operacional

### Israel

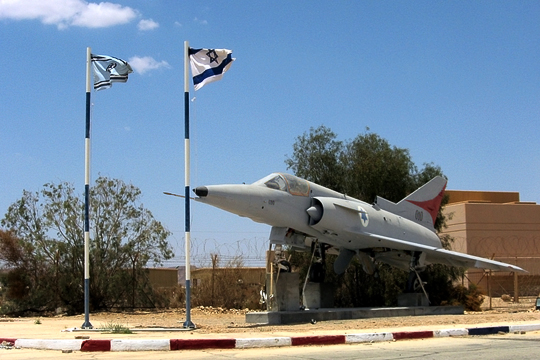
Kfir C.2 israelí expuesto en la base de Odva.

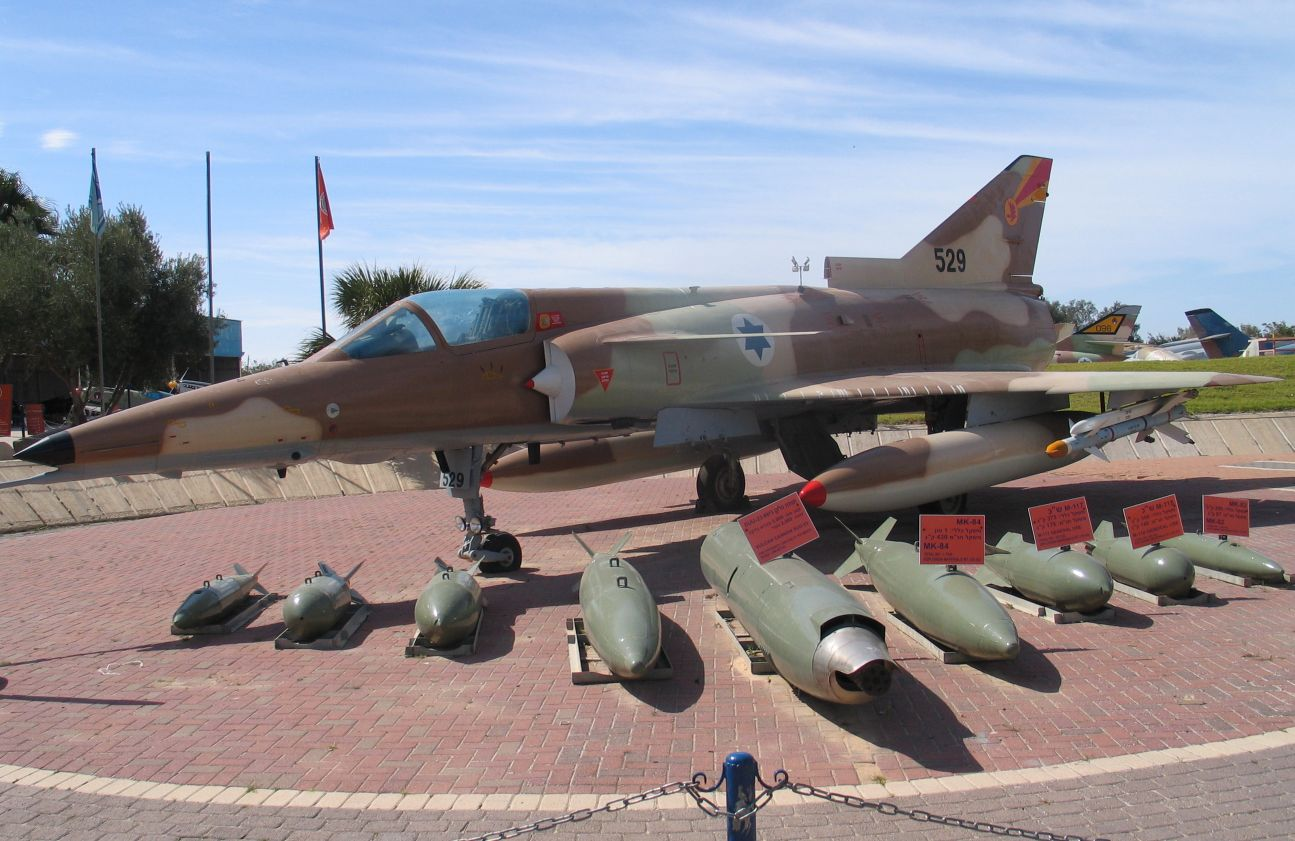
Kfir C.7 expuesto en el Museo de la Fuerza Aérea Israelí, situado en Hatzerim.

El Kfir entró en servicio con la Fuerza Aérea Israelí en el año 1974, siendo las primeras unidades asignadas al Escuadrón de Caza N.º 1. Durante los siguientes años, numerosos escuadrones también fueron equipados con esta aeronave. Sin embargo, la carrera del IAI Kfir como avión de superioridad aérea principal de la Fuerza Aérea Israelí fue corta, debido a que en el año 1976 Israel recibió las primeras entregas de los aviones estadounidenses más modernos F-15 Eagle.
La primera misión de combate del Kfir tuvo lugar el 9 de noviembre de 1977, durante un ataque aéreo israelí contra un campo de entrenamiento terrorista en Tel Azia, en el Líbano. La única victoria aérea que logró el Kfir durante sus años de servicio en la IAF sucedió el 27 de junio de 1979, cuando un Kfir C.2 derribó un Mikoyan-Gurevich MiG-21 sirio.
Cuando empezó la invasión del sur del Líbano en 1982 (en la Operación Paz para Galilea), la IAF utilizaba sus F-15 Eagle y los nuevos F-16 Fighting Falcon para tareas de superioridad aérea, dejando a los Kfir el desempeño de misiones de bombardeo sin escolta. Poco tiempo más tarde, todos los Kfir C.2 de la IAF empezaron a ser modernizados al estándar C.7, que mejorando su capacidad como cazabombardero polivalente de diseño multipropósito, marcaría el nuevo rol que los Kfir desempeñarían dentro de la IAF.
Durante la segunda mitad de la década de los 90, los Kfir fueron finalmente relevados del servicio activo en la IAF, después de casi 20 años de servicio.

### Estados Unidos

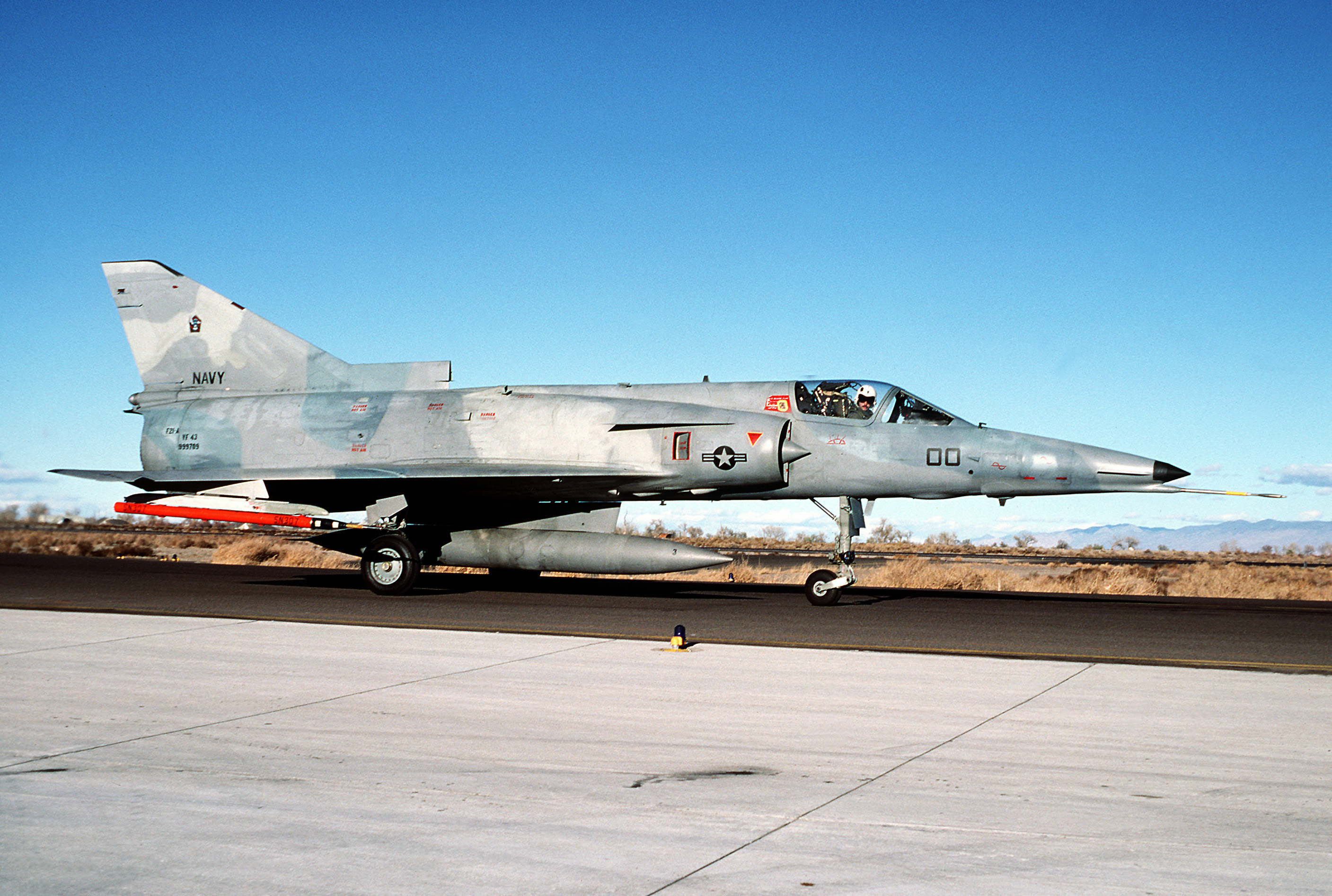
F-21A Lion del VF-43 de la USN preparándose para despegar en la NAS Fallon, Nevada, año 1986.

Veinticinco Kfir C.1 modificados fueron alquilados por la Armada de los Estados Unidos (USN) y por el Cuerpo de Marines de los Estados Unidos (USMC) desde 1985 hasta 1989, para desempeñar tareas de agresores en entrenamientos de combate aéreo avanzado, simulando el rol de los aviones adversarios MiG-21, MiG-23 y MiG-27. Mientras permanecieron alquilados, los IAI Kfir C.1 fueron designados F-21A Lion por Estados Unidos.
De estas aeronaves, doce F-21A fueron destinadas a la Armada, asignándoles los números de serie del 163298 al 163309. Estos aviones estaban pintados en un esquema gris-azul de tres tonalidades tipo fantasma, operados por el escuadrón VF-43 «Challengers», en la base de NAS Oceana. En 1988 fueron devueltos y reemplazados por el F-16N Fighting Falcon. Las 13 aeronaves restantes fueron alquiladas al Cuerpo de Marines, operados por el escuadrón VMFT-401 «Snipers» en la base de Yuma. Además de los aviones pintados en gris-azul, el USMC también tenía algunos F-21A pintados en colores marrón-ocre tipo desierto. Estas aeronaves fueron reemplazadas por los F-5E Tiger II, al ser devueltos los F-21A a Israel en 1989.

### Colombia
A finales de los años 80, el Gobierno colombiano compró 12 Kfir C.2 y 1 Kfir TC.2 de segunda mano, anteriormente operados por la Fuerza Aérea Israelí, que fueron recibidos entre abril de 1989 y 1990. Los aviones fueron modernizados al estándar C.7, dotándolos de la capacidad para el reabastecimiento en vuelo y mejoras en la aviónica y sistemas de armas, acción complementada en noviembre de 1991 con la compra de un Boeing 707 cisterna. Los Kfir de la aviación militar colombiana se encuentran asignados al Comando Aéreo de Combate N.º 1 (CACOM 1) y fueron utilizados en misiones de ataque durante operaciones de contrainsurgencia contra la guerrilla colombiana de las Fuerzas Armadas Revolucionarias de Colombia (FARC-EP), aunque actualmente ya no se utilizan con frecuencia en este tipo de operaciones.
En febrero de 2008, el ministro de defensa colombiano Juan Manuel Santos viajó a Israel para cerrar el acuerdo de adquisición de 13 aviones Kfir adicionales y la repotenciación de 11 existentes. A finales del año 2009 e inicios del 2010, se realizó la entrega de este parque de aeronaves, más de la mitad de las cuales están modernizadas en el estándar Kfir C.10, versión con sistemas de electrónica modernos que le permiten el uso de misiles BVR, bombas de precisión por guiado GPS y misiles aire-aire "full-sphere". En el año 2012, los aviones Kfir de la FAC participaron en el ejercicio internacional Red Flag, en Estados Unidos; en 2018 volvieron a participar en el ejercicio '18-3', realizado de julio a agosto. En la actualidad, la FAC cuenta con 22 aviones de este tipo, después de algunos accidentes sucedidos con algunas aeronaves, sobre todo biplazas. Los IAI Kfir colombianos cuentan entre su armamento los misiles Rafael Python 5 y Derby, así como el sistema stand off Spice 1000.
Un hecho en el que se vieron involucrados ocurrió en noviembre de 2013, cuando dos bombarderos estratégicos rusos Túpolev Tu-160 violaron el espacio aéreo colombiano por algunos minutos, en ruta desde Venezuela a Nicaragua. En trayecto de retorno a Venezuela fueron interceptados por aviones Kfir de la Fuerza Aérea Colombiana. Los bombarderos Tu-160 dejaron el espacio aéreo colombiano encendiendo post-combustión y aumentando la velocidad, sin que sucedieran mayores percances. Este suceso se presentó en un momento de tensiones diplomáticas entre Colombia y Nicaragua, a su vez que las relaciones con Venezuela no eran las mejores. Desde el año 2016, los aviones Kfir de la FAC han sido sometidos a mantenimiento y revisiones de frecuencia de su planta motriz (General Electric J79), ya que seguirán siendo parte importante de la defensa del país hasta que se adquiera un nuevo cazabombardero que los complemente y finalmente los sustituya.
Durante el gobierno de Iván Duque Márquez (2018-2022), se inició la tarea para reemplazar los cazas; se asignaría un presupuesto de 4000 millones de dólares, siendo el caza de superioridad aérea con más esperanzas en ser adquirido el Lockheed Martin F-16 Fighting Falcon; pero debido a las Protestas en Colombia de 2021, se dio por perdida la posibilidad de reemplazar la flota de Kfir.
En el gobierno de Gustavo Petro, en noviembre de 2022, se inició el proceso para reemplazar los cazas Kfir que estaban próximos a ser dados de baja por su expiración de vida útil. Sin embargo, se vio frustrada la compra debido al vencimiento del documento Conpes que era necesario para llevar a cabo la adquisición de las nuevas aeronaves.

### Ecuador

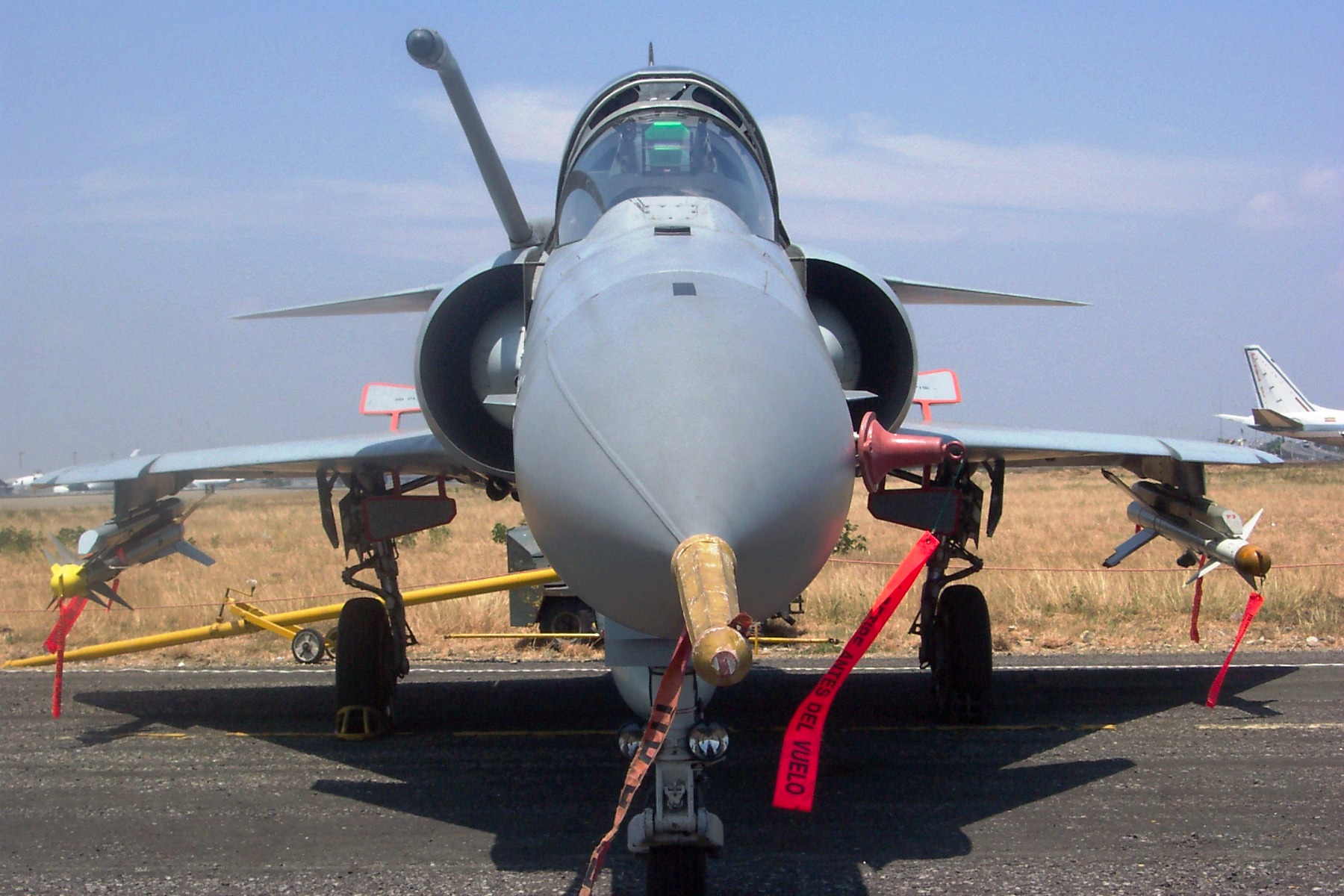
Kfir CE de la FAE, montando un misil Python 3 bajo el ala izquierda, y un Python 4 bajo el ala derecha.

A mediados de los años 70, Ecuador procura el levantamiento del veto que pesaba sobre los motores J-79 de Estados Unidos que equipaban a los cazas Kfir de Israel. Al no poder conseguirlo, decide la compra de los Mirage F1 a Francia. Comenzando la década de los 80, y bajo gobierno de la Junta Militar, la FAE decidió adquirir 12 Kfir C.2 (10 monoplazas y dos biplazas) nuevos a Israel. Firmando el contrato el 21 de mayo de 1981, el acuerdo incluía equipo de apoyo, piezas y repuestos, entrenamiento, material bélico y simulador de vuelo. El 10 de marzo de 1982, el Comandante de la FAE emitió un documento por el cual quedó constituido el Escuadrón 2113, dentro del Ala 21, basado en Taura, y para el 31 de marzo llegaría el primer Kfir a Ecuador, el FAE 905, pilotado por personal de IAI.
Los IAI Kfir de la FAE entraron en acción en el año 1995, durante la Guerra del Cenepa, entre Ecuador y Perú. El 10 de febrero de 1995, se dice que dos Mirage F1 de la FAE derribaron dos Su-22 de la FAP, sin embargo nunca se evidenció los vídeos HUD, por otro lado un IAI Kfir reclamó el derribo de un A-37B de la Fuerza Aérea del Perú. En 1996, con las tensiones todavía existentes entre los dos países, Ecuador decidió incorporar cuatro IAI Kfir (tres Kfir C.2 y un Kfir TC.2) como respuesta a la compra de 18 MiG-29 por la Fuerza Aérea del Perú.
En 1998, con los SEPECAT Jaguar a punto de ser retirados del servicio activo, Ecuador empezó negociaciones para la adquisición de ocho Kfir C.10. Temiendo una escalada bélica en Sudamérica (debido a que Perú ya había adquirido 18 MiG-29 Fulcrum y 14 Su-25 Frogfoot de segunda mano a Bielorrusia), Estados Unidos bloqueó dicho acuerdo. Como alternativa, Ecuador e Israel firmaron un acuerdo en 1999 para la entrega de dos Kfir C.10 y la modernización de otros 6 Kfir C.2 al estándar C.10, conocidos en Ecuador como Kfir CE.
Para el 2005, el Ecuador ya había perdido cuatro de sus Kfir, incluyendo un TC.2, en diferentes accidentes de entrenamiento y por el impacto de aves en su estructura. En abril de 2008, Ecuador anuncia una nueva repotenciación de sus Kfir operativos a nivel C.10, pero la modernización fue luego descartada en favor de la adquisición de los Cheetah C/D a Sudáfrica.

### Sri Lanka
Sri Lanka adquirió en el año 1995 seis Kfir C.2 y un TC.2 de segunda mano a Israel. Posteriormente, en 2001, se adquirieron nueve aeronaves (cuatro Kfir C.2, un Kfir TC.2 y cuatro Kfir C.7) tras la pérdida de cuatro de sus Kfir. La Fuerza Aérea de Sri Lanka opera una flota compuesta de dos Kfir TC.2, dos Kfir C.7 y ocho Kfir C.2, planeando modernizar estos cazas en el futuro.
Sri Lanka utilizó sus Kfir para llevar a cabo ataques contra objetivos de los rebeldes del LTTE durante la Guerra Civil de Sri Lanka.

## Variantes
El IAI Kfir ha sido fabricado y modernizado en variedad de versiones:
Kfir C.1
Conocidos como F-21A Lion en el código de la Armada de los Estados Unidos y del Cuerpo de Marines de los Estados Unidos.
Kfir C.2
TC.2 en su versión biplaza.
Kfir C.7
TC.7 en su versión biplaza.
Nammer
Versión de exportación del Kfir C.2, con características del C.7.
Kfir C.9
Versión propuesta para construcción en Argentina.
Kfir C.10
También conocido como Kfir 2000, CE en Ecuador y COA en Colombia.
Kfir C.10 EW
Versión optimizada para guerra electrónica para la FAC.
Kfir C.12
TC.10 en su versión biplaza.
Kfir Tzniut
Versión de reconocimiento del Kfir C.2.
Kifr Block 60
Versión propuesta para posibles compradores.

## Operadores

### Actuales

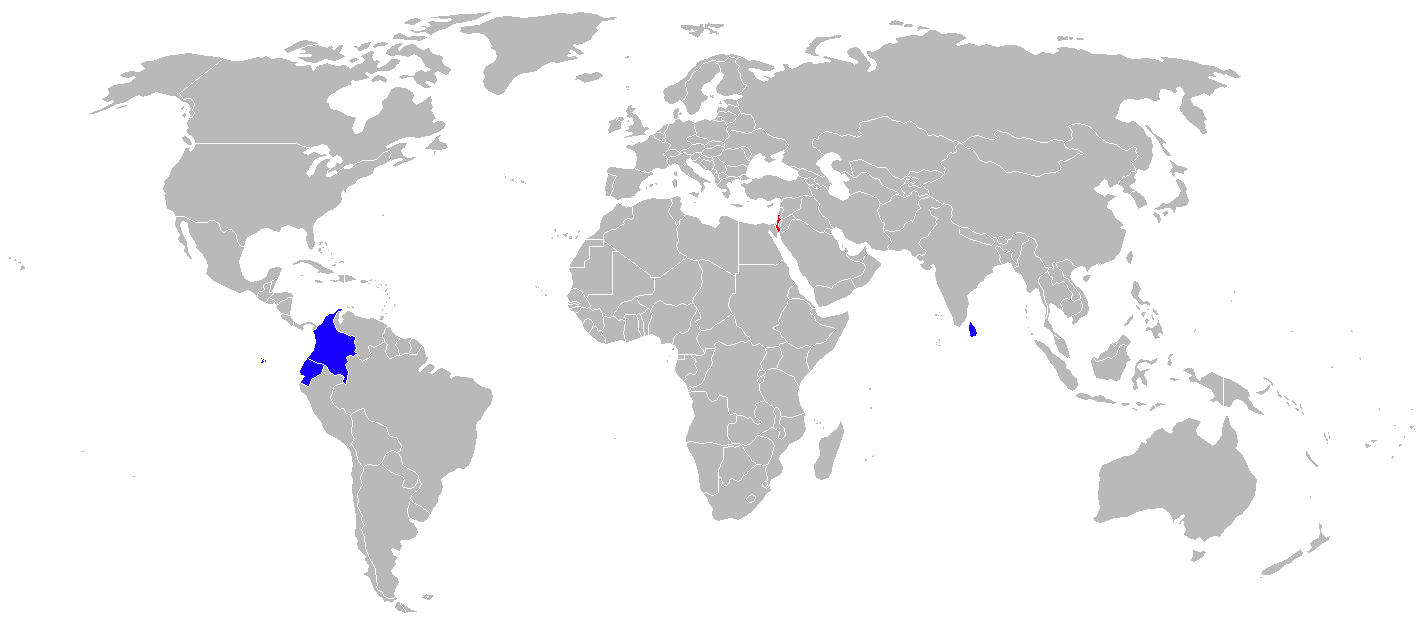
Países operadores del Kfir en el año 2010.

Debido a que el turborreactor General Electric J79, así como diversa tecnología que montaba el Kfir era producida en Israel bajo licencia estadounidense, todas las exportaciones del Kfir estaban sujetas a una aprobación previa del Departamento de Estado de los Estados Unidos, hecho que limitó la venta de los aviones Kfir a países extranjeros.
 Colombia
- Fuerza Aérea Colombiana: 24 unidades. La Fuerza Aérea Colombiana contrató con la firma Israel Aerospace Industries (IAI) el mantenimiento de su flota de cazas Kfir C.10/12 COA. Con estos trabajos se pretende mantener operativos los aviones hasta 2025, año en que se proyecta recibir las primeras unidades de su reemplazo.[40]

 Sri Lanka
Fuerza Aérea de Sri Lanka: 1 unidad, de 7 originalmente adquiridas.

### Anteriores
Ecuador
- Fuerza Aérea del Ecuador: 19 unidades, fueron retiradas de servicio en 2012.[42]

 Estados Unidos
- Armada de los Estados Unidos: 12 unidades, usados como agresores en ejercicios donde simulaban ser cazas soviéticos del modelo MiG-21, gracias a su similitud en prestaciones. Retirados en 1989, con uno perdido en ejercicio.[43]

### Operadores civiles

#### ATAC (Airborne Tactical Advantage Company)

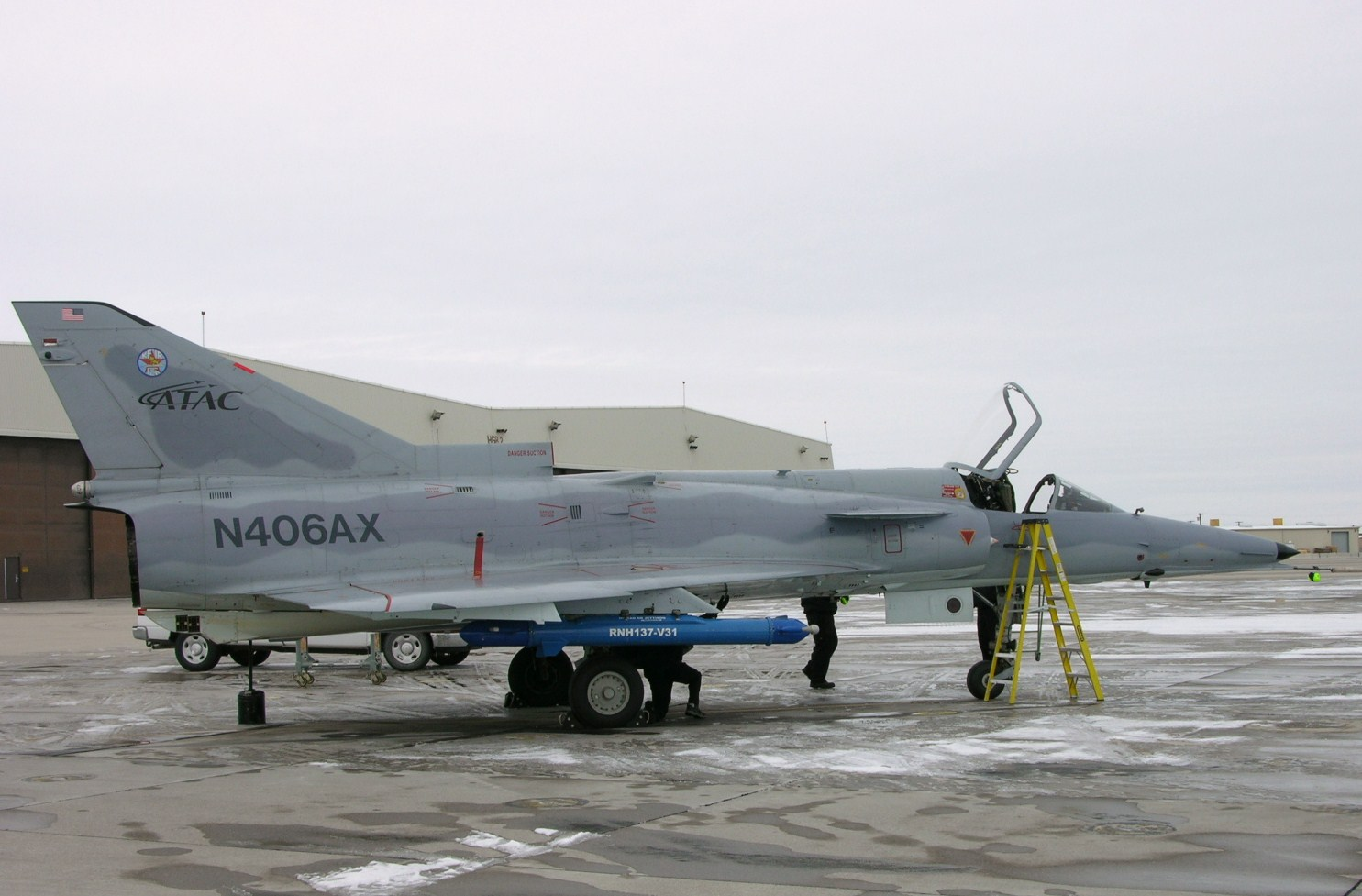
Kfir F-21A con matrícula civil N406AX de ATAC.

La empresa estadounidense ATAC (Airborne Tactical Advantage Company) utiliza actualmente 6 Kfir F-21A, al igual que otros aviones de combate dados de baja, para actuar como agresores en los entrenamientos de la Armada.
La empresa ATAC, al igual que otras empresas del sector como la alemana GDF o la francesa AVdef (ambas englobadas en el grupo EADS) ofrecen sus servicios como fuerzas aéreas civiles, siendo contratadas por los gobiernos para hacer entrenamientos para sus ejércitos.

### Contratos frustrados

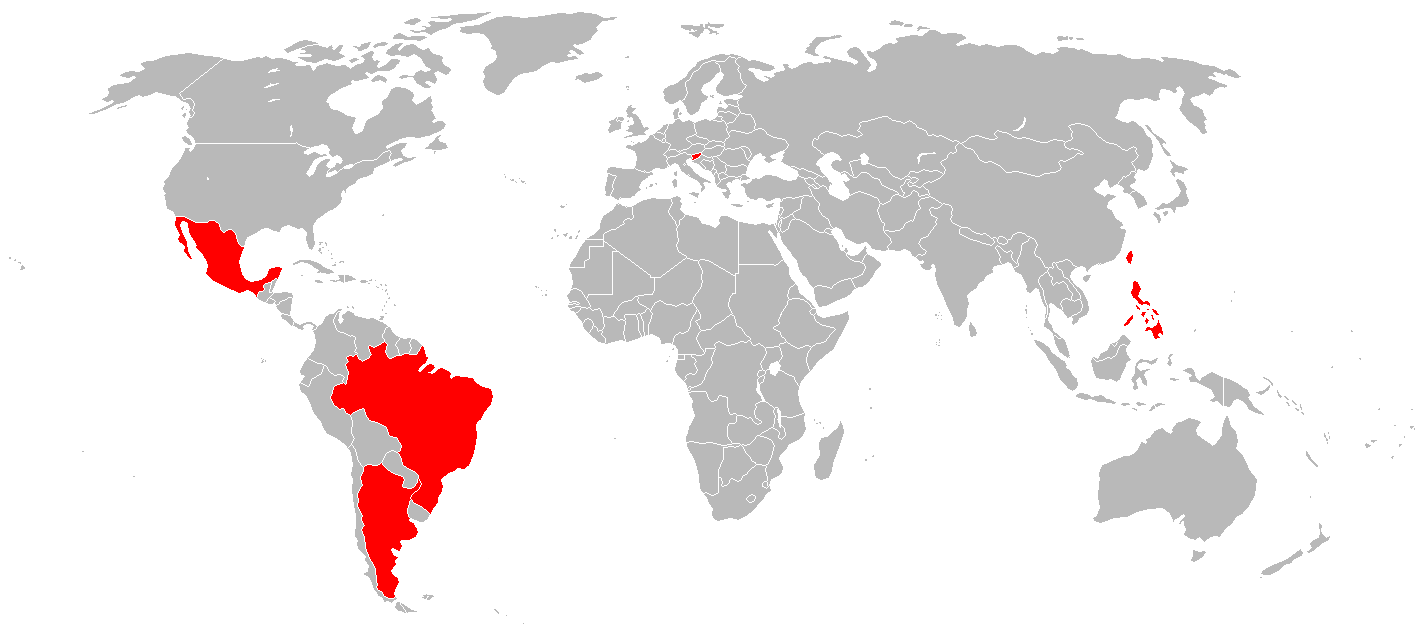
Países que no seleccionaron el IAI Kfir.

#### Argentina
La Fuerza Aérea Argentina (FAA) fue una de las fuerzas aéreas con más posibilidades de adquirir al IAI Kfir, debido a la similitud de este sistema con sus aviones de combate Dassault Mirage IIICJ, BJ, EA y DA, Dassault Mirage 5P3 e IAI Finger, lo cual convertía al Kfir en un sistema adecuado para la FAA, pero diversos problemas, más de naturaleza política que económica, impidieron que Argentina adquiriera este sistema.
El primer ofrecimiento serio por parte de Israel fue durante los años 90, donde el avión ofrecido fue el Kfir en sus versiones C.2 y C.9, pero el Gobierno argentino de aquel entonces se inclinó más por el ofrecimiento de Lockheed Martin de una actualización del McDonnell Douglas A-4M Skyhawk con tecnología del Lockheed Martin F-16 Fighting Falcon, al cual denominó A-4AR Fightinhawk.
Durante la década de los 2000, Argentina recibió diversos ofrecimientos por parte de Israel, siendo el último ofrecimiento a finales del año 2015 por catorce aparatos Kfir en versiones C.12, C.10 y TC.12 por un monto de 220 millones de dólares, el cual también fue rechazado por parte del Gobierno argentino.

#### Brasil
Debido al retraso en la definición del programa F-X sobre el futuro caza de combate de la Fuerza Aérea Brasileña, el gobierno de Brasil estudió la posibilidad de alquilar durante un periodo aproximado de cinco años un total de doce cazas IAI Kfir C.10, con una estimación de un total de 91,6 millones de dólares, para poder sustituir a los anticuados Mirage IIIEBR, que estaban a punto de cumplir el límite de su vida operativa. Los IAI Kfir servirían como avión de entrenamiento y transición, hasta la llegada en el futuro, del caza seleccionado por el programa F-X.
El modelo ofrecido a Brasil era el Kfir C.10, a partir de aviones Kfir C.7 modificados. La solución provisional aportada por Israel motivó una mejora de las ofertas, pasando las empresas a ofrecer el modelo participante en el programa de segunda mano en arrendamiento financiero hasta la llegada de los nuevos cazas. Finalmente, fue seleccionada la oferta del nuevo Mirage 2000BR, desestimándose la oferta israelí sobre el Kfir C.10.

#### Eslovenia
El IAI Kfir fue ofrecido para modernizar la Fuerza Aérea Eslovena, tras un anuncio del Gobierno de Eslovenia para la compra de nuevos cazas. Aunque también fueron ofrecidas otras dos propuestas, el F-16 Fighting Falcon y el JAS 39 Gripen, ninguno de los aviones fue seleccionado.

#### Filipinas
El Gobierno de Filipinas entró en negociaciones en 1994 para la compra del IAI Kfir para su Fuerza Aérea. Se ofreció el aparato en tres de sus versiones: primeramente fue ofrecida la C.2, posteriormente la C.7, que estaba a punto de darse de baja en la Fuerza Aérea Israelí, y, en un último lugar, la nueva versión C.10, en base de aviones Kfir C.7 modificados. Se firmó un memorando de entendimiento para la compra de 18 Kfir C.7 y TC.7 por un total de 144 millones de dólares, aunque finalmente la firma del contrato nunca se llevó a cabo.

#### México
El Gobierno mexicano entró en negociaciones con el Gobierno israelí para la compra de 24 IAI Kfir C.2 y la creación de una cadena de producción del Kfir en dicho país para la venta del modelo a los países de América Latina, no fructificando el acuerdo.
Finalmente, Estados Unidos vendió al Gobierno mexicano, bajo el programa FMS Peace Aztec, del Foreign Military Sales (programa de venta de material bélico al extranjero) el avión de combate F-5E Freedom Fighter.

#### República de China (Taiwán)
A mediados de los años 70, Taiwán logró la aprobación de Estados Unidos acerca de los motores J-79 de Estados Unidos para comprar unos 50 cazas Kfir a Israel, desistiendo al final debido a las presiones de Arabia Saudita. Se decidió aumentar la fabricación local de aviones F-5E. En los años 80 se rumorea que Taiwán evaluó de nuevo el Kfir y lo descartó, prefiriendo otras opciones, como el F-16. Ante el bloqueo de Pekín, el Gobierno de la República de China (Taiwán) entró en contacto en el año 1992 para la compra de un nuevo caza de combate avanzado, que complementase al avión de combate de construcción local, el F-CK-1 Ching-kuo. Entre los candidatos estaban el Dassault Mirage 2000, el F-16 Fighting Falcon' y el IAI Kfir en su versión C.2, este último como una opción temporal hasta la llegada del nuevo caza C.10.
Finalmente, se desestimó la venta tras un pacto entre el ministro de Exteriores de la República Popular de China, Qian Qichen, y el primer ministro israelí, Isaac Rabin, en la que Israel se comprometía a no vender los IAI Kfir a la República de China (Taiwán), mientras que la República Popular de China se comprometiese a no suministrar sus armas a los países árabes. Además, China firmó contratos de compra de tecnología militar a Israel, que con los años fueron bloqueados por Estados Unidos.

## Especificaciones (Kfir C.7/10)
Referencia datos: IAI Kfir

### Características generales
- Tripulación: Uno (versión C.10)/dos (versión TC.10)
- Longitud: 15,7 m (51,3 ft)
- Envergadura: 8,2 m (26,9 ft)
- Altura: 4,6 m (14,9 ft)
- Superficie alar: 34,8 m² (374,6 ft²)
- Peso vacío: 7285 kg (16 056,1 lb)
- Peso cargado: 10 415 kg (22 954,7 lb)
- Peso útil: 15 400 kg (33 941,6 lb)
- Peso máximo al despegue: 16 240 kg (35 793 lb)
- Planta motriz: 1× turborreactor General Electric J79-GE-J1E.
  - Empuje normal: 52,8 kN (5384 kgf; 11 870 lbf) de empuje.
  - Empuje con postquemador: 83,4 kN (8504 kgf; 18 749 lbf) de empuje.

### Rendimiento
- Velocidad máxima operativa (Vno): 2440 km/h (1516 MPH; 1317 kt)
- Alcance: 2000 km (1080 nmi; 1243 mi)
- Radio de acción: 780 km (con una carga bélica de 4500 kg)
- Techo de vuelo: 17 700 m (58 071 ft)
- Régimen de ascenso: 233 m/s (45 866 ft/min)
- Carga alar: 299 kg/m² (61,2 lb/ft²)
- Empuje/peso:
  - Normal: 0,52
  - Con postquemador: 0,82

### Armamento
- Cañones: 2× cañón DEFA 553 de 30 mm con 140 proyectiles
- Puntos de anclaje: 9 con una capacidad de 7500 kg, para cargar una combinación de:  
  - Bombas: 

    - MK-82
    - MK-83
    - GBU-12 Paveway II
    - TAL-1
    - TAL-2
    - M-117
    - BLU-107 Durandal
    - GBU-15
    - HOBOS

  - Cohetes: 

    - Contenedores Matra 155 con 18 cohetes no guiados SNEB de 68 mm

  - Misiles: 

    - Misiles aire-aire
      - 2x RAFAEL Python 3/4/5
      - 2x AIM-9 Sidewinder
      - 2x RAFAEL Derby

    - Misiles antibuque
      - 1x GABRIEL Mk. 3

### Aviónica
- Radar Multimodo ELTA EL/M-2001B o EL/M-2032
- Radar AESA IAI Elta EL/ M-2052 (Kfir Block 60 colombiano)
- Computadora de a bordo y de misión de Elbit Systems
- Dispositivo HUD (Head-Up Display)
- 2-3 Pantallas Multifunción MFD ASTRONAUTICS
- Sistema HOTAS
- Sistema Dispensador de señuelos
- Casco Elbit Targo HMS (Kfir Block 60 colombiano)
- Sistema de enlace de datos Link16 (Kfir Block 60 colombiano)
- Pods de Contramedidas electrónicas ECM Elta (Kfir Block 60 colombiano)
- Pods para la Navegación y Localización de blancos tipo Litening

### Configuración de armas del IAI Kfir según misión
| Superioridad aérea | Interdicción | Ataque de precisión | Ataque al suelo |
| --- | --- | --- | --- |
| - Dos cañones DEFA de 30 mm - Dos misiles aire-aire Phyton V - Dos misiles aire-aire Derby - Dos depósitos subalares de 1300 L - Alertador de Radar (RHWS) Elisra SPS-200 - Dos misiles aire-aire AIM 9 sidewinder | - Dos cañones DEFA de 30 mm - Dos misiles aire-aire Phyton V - Diez bombas MK.82 (cuatro ventrales, seis subalares) | - Dos cañones DEFA de 30 mm - Dos misiles aire-aire Phyton V - Dos misiles aire-aire Derby's - Dos bombas guiadas por láser IAI GRIFFIN | - Dos cañones DEFA de 30 mm - Dos misiles aire-aire Phyton V - Un contenedor de cañón ventral - Dos lanzadores Matra 155 con 18 cohetes no guiados SNEB de 68 mm |

## Aeronaves relacionadas

### Desarrollos relacionados
- Dassault Mirage III
- Dassault Mirage 5
- IAI Nesher
- / IAI Finger
- Atlas Cheetah

### Aeronaves similares
- Convair F-102 Delta Dagger
- Convair F-106 Delta Dart
- Lockheed F-104 Starfighter
- Saab 37 Viggen
- Saab 35 Draken

### Secuencias de designación
- Secuencia F-_ (Cazas estadounidenses, 1962-presente): ← F-17 - F-18/E/F/G - F-20 - F-21 - YF-22/F-22/FB-22 - F-23 - F-35 →